# 書亦燒仙草

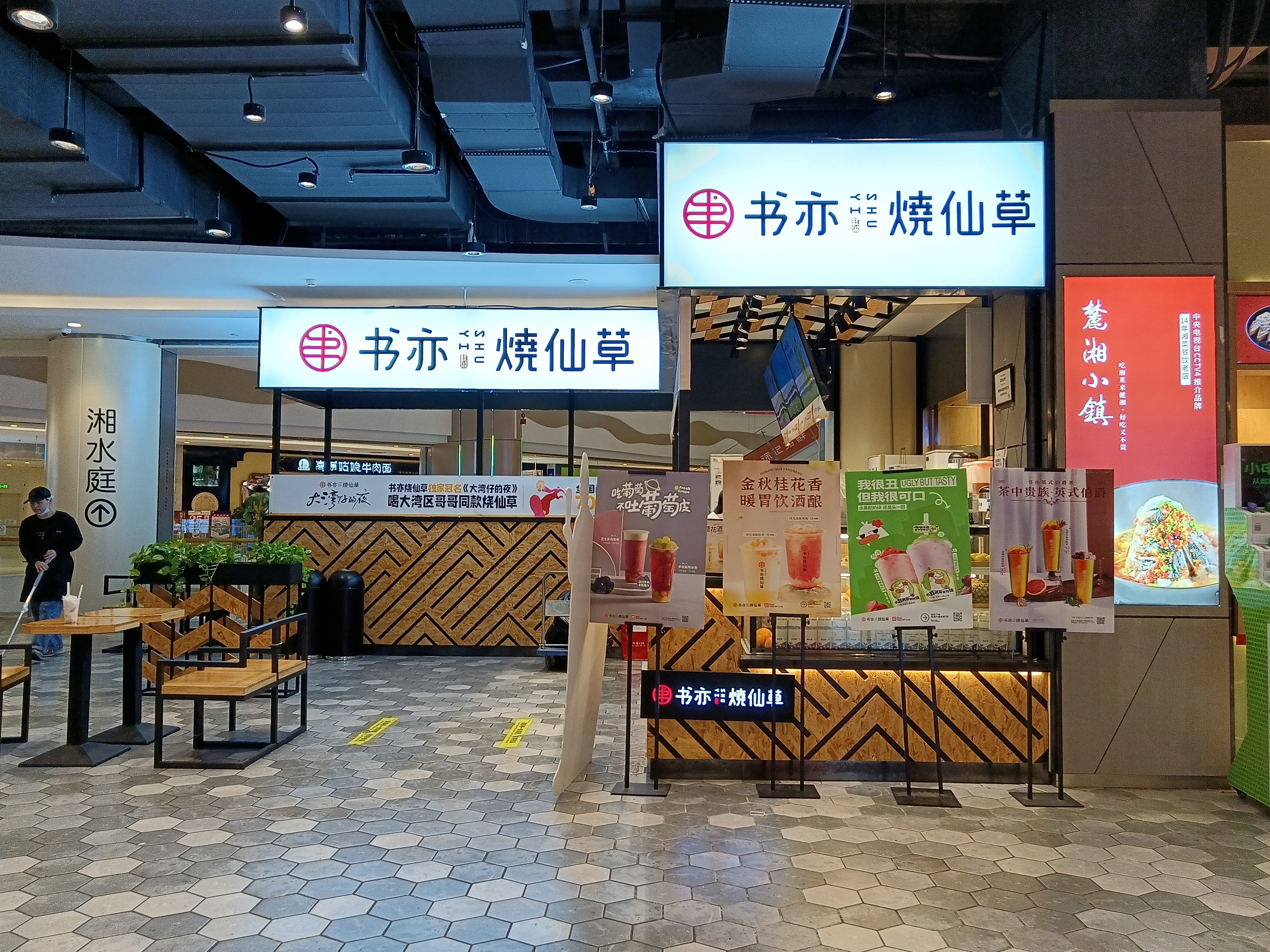
湖南省长沙市沙湾公园站旁保利商场的书亦烧仙草，使用第一版招牌

書亦燒仙草（英語：Shuyi Tealicious）是2007年在四川省成立的一家主打燒仙草茶飲的有限责任公司，其法定代表人為王斌。書亦燒仙草原名為「85度tea仙草專賣」，在2013年正式成立公司，2015年，在四川省外开店，2016年底被面包品牌85°C起诉侵权，之後於2017年改為現名。2021年，書亦燒仙草被曝光門店存在卫生问题以及食品安全问题。2022年，書亦燒仙草启用全新标志，以“仙蒂”小红兔为形象，门店招牌主色调同步更新为清新的绿色。2024年启用第三版标志，与第一代风格相近。
書亦燒仙草于2021年9月达到门店数量7000家的目标。但近年来随着茶饮品牌的市场竞争激烈，书亦烧仙草的门店营业额下滑明显，一些加盟商便计划转手或关店。截至2024年8月2日，书亦烧仙草在营门店数有5965家。与此同时，书亦调低了加盟门槛，加盟费用由原来的超过31万元下调至18万元。

## 争议
2024年3月，上海市消保委对书亦烧仙草的“草莓啵啵酸奶”提出质疑，检测结果显示其乳糖含量异常低，蛋白质和脂肪含量不符合酸奶的标准成分比例。3月9日，书亦烧仙草表示该产品为“酸奶风味饮品”，但对于其他配料的成分以及质感和口感等问题则没有回应。